# Mariano Martínez (kolarz)
Mariano Martínez (ur. 20 września 1948 w Burgos) – francuski kolarz szosowy i torowy pochodzenia hiszpańskiego, brązowy medalista szosowych mistrzostw świata.

## Kariera
Mariano Martínez urodził się w hiszpańskim Burgos, jednak już w 1963 roku uzyskał francuskie obywatelstwo i jako kolarz reprezentował barwy tylko tego kraju. Największy sukces w karierze osiągnął w 1974 roku, kiedy zdobył brązowy medal w wyścigu ze startu wspólnego podczas szosowych mistrzostw świata w Montrealu. W zawodach tych wyprzedzili go jedynie Belg Eddy Merckx oraz inny reprezentant Francji - Raymond Poulidor. Był to jedyny medal wywalczony przez niego na międzynarodowej imprezie tej rangi. Ponadto w 1968 roku był trzeci w Route de France, wygrał Tour du Nivernais w 1970 roku i Grosser Preis des Kantons Freiburg dwa lata później, był trzeci w Grand Prix du Midi Libre w 1973 roku, a w 1978 roku zajął trzecie miejsce w Circuit de la Sarthe. Wielokrotnie startował w Tour de France, zajmując między innymi szóste miejsce w klasyfikacji generalnej w 1972 roku oraz ósme dwa lata później. W latach 1978 i 1980 wygrywał po jednym etapie, w pierwszym przypadku wygrywając też klasyfikację górską. Zajął także 27. miejsce w Giro d’Italia i 47. miejsce w Vuelta a España w 1977 roku. Startował także w kolarstwie torowym, zdobywając między innymi srebrny medal w wyścigu ze startu zatrzymanego na mistrzostwach Francji. Nigdy nie wystąpił na igrzyskach olimpijskich. W 1981 roku zakończył karierę.